# Вишенка (Ульяновська область)
Вишенка (рос. Вишенка) — село в Мелекеському районі Ульяновської області Російської Федерації.
Населення становить 210 осіб. Входить до складу муніципального утворення Рязановське сільське поселення.

## Історія
Від 2004 року входить до складу муніципального утворення Рязановське сільське поселення.

## Населення
| 2010 |
| ---- |
| 210  |